# トルネオ・デル・インテリオール
トルネオ・デル・インテリオール（西: Torneo del Interior）は、アルゼンチンにおけるラグビーユニオンの大会で、大ブエノスアイレス都市圏以外のクラブチームが参加する。アルゼンチンラグビー協会（UAR）が主催。

## 概要
アルゼンチンにはラグビーのクラブチームのための全国リーグが存在せず、国内にいくつかの地域リーグが存在している。その中でも首都圏リーグであるトルネオ・デ・ラ・URBAのレベルが突出していることから、地域間のレベル格差を是正する目的で、首都圏以外のクラブのみが出場できるトルネオ・デル・インテリオールが創設された。
例年、トルネオ・デ・コルドバ、トルネオ・レヒオナル・デル・リトラル、トルネオ・レヒオナル・デル・ノロエステ、トルネオ・レヒオナル・デル・ノルデステ、トルネオ・レヒオナル・パンペアーノ、トルネオ・レヒオナル・デル・オエステ、トルネオ・レヒオナル・パタゴニコの7つの地域リーグの上位16チームによってトルネオ・デル・インテリオールが争われることから、首都圏以外のクラブ王者を決定する大会と位置づけられている。
出場16チームは、各4チームの4グループに分かれて総当たりのグループステージを戦い、各グループ上位2チームの計8チームが決勝トーナメントに進出する。
トルネオ・デル・インテリオールの上位進出チームは、真のクラブ王者を懸けて、首都圏のトルネオ・デ・ラ・URBAの上位チームが出場するナシオナル・デ・クルベスを戦うことが通例となっている。しかし2014年から2018年にかけてはトルネオ・デル・インテリオールとナシオナル・デ・クルベスが同時期に開催されたことから、各地域リーグの上位チームがトルネオ・デル・インテリオールではなくナシオナル・デ・クルベスに出場するなど、年度によって大会の位置づけが異なっている。
トルネオ・デル・インテリオールの予選に位置づけられる地域リーグ
| 地域リーグ名                                                           | 主要都市           |
| ---------------------------------------------------------------------- | ------------------ |
| トルネオ・デ・コルドバ（Torneo de Córdoba）                            | コルドバ           |
| トルネオ・レヒオナル・デル・リトラル（Torneo Regional del Litoral）    | ロサリオ           |
| トルネオ・レヒオナル・デル・ノロエステ（Torneo Regional del Noroeste） | トゥクマン         |
| トルネオ・レヒオナル・デル・ノルデステ（Torneo Regional del Nordeste） | レシステンシア     |
| トルネオ・レヒオナル・パンペアーノ（Torneo Regional Pampeano）         | マル・デル・プラタ |
| トルネオ・レヒオナル・デル・オエステ（Torneo Regional del Oeste）      | メンドーサ         |
| トルネオ・レヒオナル・パタゴニコ（Torneo Regional Patagónico）         | ネウケン           |

## 歴史
1998年に大会創設。2005年から2008年にかけては開催されなかったが、2009年に再開された。
創設当初より、大ブエノスアイレス都市圏を除く国内の各地域リーグの上位チームが参戦して、首都圏以外のクラブ王者を決定する大会と位置付けられており、トルネオ・デル・インテリオールの上位進出チームは真のクラブ王者を目指して、首都圏のクラブも参戦するナシオナル・デ・クルベスに出場していた。しかし2014年以降、トルネオ・デル・インテリオールとナシオナル・デ・クルベスが同時期に開催されるようになったため各地域リーグの上位チームはトルネオ・デル・インテリオールではなくナシオナル・デ・クルベスに出場することになり、トルネオ・デル・インテリオールの位置づけが低下した。この状況は2018年まで続いた。
2018年にはウルグアイからモンテビデオ・クリケットが、2019年にはトレボル・ラグビー・クルブがトルネオ・デル・インテリオールに出場した。
COVID-19パンデミックの影響により2020年以降大会が中断していたが、2022年に3年ぶりに開催された。